# Partido por la Independencia de Taiwán
El Partido por la Independencia de Taiwán (en chino tradicional, 建國黨; pe̍h-ōe-jī, Kiàn-kok Tóng) también conocido como el Partido de la Nación de Taiwán, fue un partido político en la República de China. Por lo general, se asoció con la Coalición Pan-Verde y apoyó la independencia de Taiwán.

## Historia
Decepcionados por la moderación gradual del Partido Progresista Democrático (DPP) de su apoyo a la  independencia de Taiwán, algunos miembros del DPP, muchos conectados con la "Asociación de Construcción de la Nación" de Peng Ming-min, formaron el Partido de la Independencia de Taiwán en 1996. Sin embargo, el partido no ha logrado obtener un apoyo a gran escala debido a la falta de habilidades organizativas y desacuerdos internos. Fue desplazado en gran medida como partido ideológico de independencia de Taiwán por la Unión de Solidaridad de Taiwán (TSU). El Ministerio del Interior eliminó su inscripción en el registro de partidos el 29 de abril de 2020. 

## Resultados de las elecciones

### Elecciones legislativas
| Elección | Asientos totales ganados | Total de votos | Porcentaje de votos | resultado de la elección | líder electoral |
| -------- | ------------------------ | -------------- | ------------------- | ------------------------ | --------------- |
| 1998     | 1/113                    | 145,118        | 1,50%               | 1 asiento                |                 |
| 2016     | 0/113                    | 27,496         | 0,23%               | sin asientos             |                 |